# Mabuse attaque Scotland Yard
Pour plus de détails, voir Fiche technique et Distribution.
Mabuse attaque Scotland Yard ou Le Dr. Mabuse contre Scotland Yard (titre original : Scotland Yard jagt Dr. Mabuse) est un film allemand réalisé par Paul May sorti en 1963.
Il s'agit du cinquième film de la série des Docteur Mabuse des années 1960, la troisième adaptation d'une œuvre de Bryan Edgar Wallace, de son roman The Device.

## Synopsis
L'esprit du docteur Mabuse a pris possession du neurologue Pohland. Sous l'influence du mauvais esprit, le professeur répand la peur et le chaos. Au quartier général de la police de Hambourg, l'inspecteur Vulpius reconstitue le testament du Docteur Mabuse détruit par une explosion.
Pohland-Mabuse fait dérailler un train afin de libérer George Cockstone. L'ancien médecin a été exclu de l'armée d'occupation britannique, condamné pour homicide involontaire et d'autres infractions à cinq ans de prison. Après avoir changé complètement de visage grâce à une opération chirurgicale, il obtient grâce à l'intervention de Pohland la confiance du professeur Laurentz et devient son assistant. Le professeur a mis au point un dispositif avec lequel on peut forcer un autre être humain à obéir à une volonté étrangère. L'inspecteur Vulpius, qui est chargé de chercher Cockstone, prend contact avec le major Bill Tern de Scotland Yard qui décide de se rendre à Hambourg.
Pendant ce temps, le professeur Laurentz est victime de sa propre invention, quand Cockstone et son complice Ernest Hyliard hypnotisent un facteur et le pousse à tuer le scientifique. Bill Tern, qui est depuis retourné à Londres, comprend en discutant avec sa mère qu'il y a un rapport entre ce meurtre et Cockstone. Il retourne à Hambourg voir l'inspecteur Vulpius. Quand ils entrent dans le laboratoire du professeur, une explosion a lieu. Sur le lieu du crime, les enquêteurs découvrent un corps brûlé méconnaissable avec les papiers de Cockstone. Le cadavre est identifié par un témoin, mais comme le chirurgien plasticien Whiteman.
Sur l'ordre du professeur Pohland, les éléments importants du laboratoire sont amenés clandestinement en Angleterre, où le professeur, possédé par le docteur Mabuse, continue de développer l'appareil. Parce que l'appareil nécessite des pierres précieuses, Cockstone et Hyliard hypnotisent le petit ami de la princesse Diana. Contre sa volonté, il vole un collier et le remet aux criminels. Bill Tern vient demander au professeur Masterson, physicien, de l'aider, mais trouve son cadavre dans sa propriété à Doncaster. Il est sûrement mort, parce qu'il avais mis au point une invention annulant l'effet de l'appareil du professeur Laurentz.
Pohland-Mabuse parvient à magnétiser un grand nombre de personnes : Sir Robert Allingham, l'inspecteur Joe Rank et deux pilotes d'hélicoptère qui conduisent Tern sur une mauvaise direction. Seuls la mère de Bill Tern et l'inspecteur Vulpius résistent à l'appareil. Tern découvre qu'ils portent une prothèse auditive qui les protège. Au dernier moment, Vulpius et Tern peuvent empêcher un coup d'État et arrêtent les criminels, y compris le professeur Pohland. Mais Pohland semble abandonné par l'esprit de Mabuse et paraît amnésique.

## Fiche technique
- Titre : Mabuse attaque Scotland Yard
- Autres titres : Le Dr. Mabuse contre Scotland Yard, Mabuse défie Scotland Yard[1], Scotland Yard traque docteur Mabuse[1]
- Réalisation : Paul May assisté de Walter Wischniewsky
- Scénario : Ladislas Fodor
- Musique : Rolf Wilhelm
- Direction artistique : Albrecht Hennings, Hans Kuhnert
- Costumes : Trude Ulrich
- Photographie : Nenad Jovicić
- Son : Erwin Schänzle
- Montage : Walter Wischniewsky
- Production : Artur Brauner
- Sociétés de production : CCC-Film
- Société de distribution : Gloria Filmverleih AG
- Pays d'origine :  Allemagne de l'Ouest
- Langue : allemand
- Format : Noir et blanc - 1,37:1 - Mono - 35 mm
- Genre : policier
- Durée : 90 minutes
- Dates de sortie :
  - Allemagne de l'Ouest : 20 septembre 1963.
  - Danemark : 13 avril 1964.
  - France : 28 avril 1965 [1].
- Affiche : Jean Mascii (France)

## Distribution
- Werner Peters : L'inspecteur Vulpius
- Peter van Eyck : Bill Tern
- Dieter Borsche : George Cockstone
- Walter Rilla : Professeur Pohland
- Wolfgang Preiss : L'esprit du Dr. Mabuse
- Sabine Bethmann : Nancy Masterson
- Klaus Kinski : L'inspecteur Joe Rank
- Agnes Windeck : Gwendolyne Tern
- Ruth Wilbert : La princesse Diana
- Hans Nielsen : Le chef de Scotland Yard
- Albrecht Schoenhals (de) : Sir Robert Alingham
- Wolfgang Lukschy : Ernest Hyliard
- Albert Bessler : Le conservateur
- Anneliese Würtz : Rose
- Sigurd Lohde (de) : Le facteur
- Alfred Braun : Professeur Laurentz
- Ady Berber : Le bourreau
- Gert Wiedenhofen (de) : L'inspecteur assistant Kloppe
- Jürgen Draeger : James

## Histoire
Le producteur Artur Brauner crée la série du docteur Mabuse dans les années 1960 pour concurrencer la série des adaptations des romans policiers d'Edgar Wallace. Les deux séries ont pour distributeur Constantin Film qui les sort de façon coordonnée. Après l'échec du film Échec à la brigade criminelle, Constantin arrête la distribution de la série Mabuse qui est reprise par Gloria.
Alors que les films policiers marchent toujours, Brauner continue de produire des adaptations de Bryan Edgar Wallace. Il confie le scénario de The Device à Ladislas Fodor qui a déjà adapté le docteur Mabuse trois fois et Der Würger von Schloss Blackmoor (de). Il adapte le roman en y plaçant le docteur Mabuse. Le projet s'intitule d'abord Die scharlachrote Dschunke, puis Der Todesspiegel des Dr. Mabuse, Dr. Mabuse hält London in Atem et finalement Scotland Yard jagt Dr. Mabuse.
Paul May est engagé comme réalisateur. On reprend Peter van Eyck, présent dans Le Diabolique Docteur Mabuse.
Le tournage a lieu du 19 juin 1963 à août 1963 à Hambourg et Berlin-Ouest, dans les studios de CCC-Film.
Contrairement aux trois précédents films où le lieu d'action est anonyme, l'action se déroule cette fois à Hambourg et à Londres. Quelques plans extérieurs réalisés à Berlin-Ouest représentent Hambourg ou Londres.
Encouragé par le succès, Artur Brauner projette d'autres films de Bryan Edgar Wallace comme Le Bourreau de Londres ou Das Phantom von Soho (de) et de poursuivre la série du Docteur Mabuse avec Les Rayons de la mort du Dr. Mabuse. Les deux séries s'arrêteront un temps en 1964.

## Source de la traduction
- (de) Cet article est partiellement ou en totalité issu de l’article de Wikipédia en allemand intitulé « Scotland Yard jagt Dr. Mabuse » (voir la liste des auteurs).